# Plage del Carregador
La plage del Carregador (en valencien : Platja del Carregador) est une plage de sable située sur le territoire de la commune d'Alcalà de Xivert.
Il s'agit d'une grande plage qui a pour limite au nord des rochers et au sud la plage Romana . Elle a une longueur de 820 m, une largeur de 70 m.
En une des extrémités, il y a le début d'un passage Maritime et la place Vista Alegre et, dans l'autre, il y a d'énormes dunes, connues sous le nom de Roquer Martí, de sable fin et siège d'une grande diversité botanique.

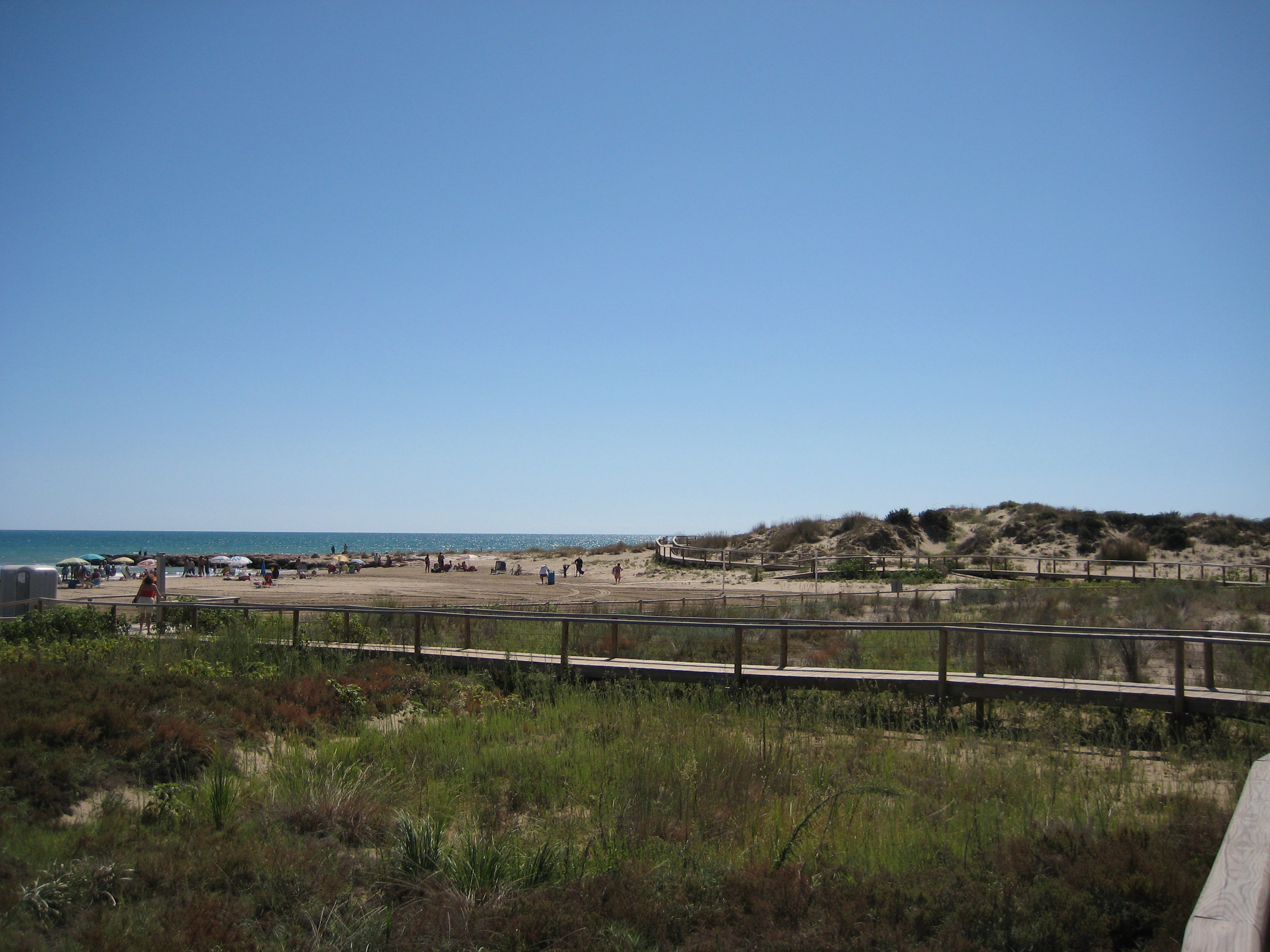
Zone protégée de la plage del Carregador avec les dunes de Roquer Martí au fond

La plage est située dans un environnement urbain (Alcossebre). On y accède par une rue. Il y a une promenade et un parking délimité. C'est une plage balisée.
Elle a obtenu le Pavillon Bleu depuis 1988, et les certificats de qualité ISO 9001 et ISO 14001.